# Студений потік (притока Орави)
Студений потік (словац. Studený potok) — річка в Словаччині, ліва притока Орави, протікає в окрузі Тврдошін.
Довжина — 26.7 км; площа водозбору 126.6 км².
Бере початок в масиві Західні Татри на висоті 1657 метрів — витікає з озер Рогачске плеса. Впадають Мрзкий потік;  Латана і Волярисько. Протікає селом Габовка.
Впадає у Ораву біля села Подбєл на висоті 550 метрів.